# Arachis marginata
Arachis marginata är en ärtväxtart som beskrevs av George Gardner. Arachis marginata ingår i släktet jordnötter, och familjen ärtväxter. Inga underarter finns listade i Catalogue of Life.